# Giacomo Coco
Giacomo Coco (Venecia, 27 de septiembre de 1412-Constantinopla, 28 de abril de 1453) fue un capitán de galeras venecianas del siglo xv.

## Biografía
El 4 de diciembre de 1452, Giacomo Coco llegó a Constantinopla con una galera después de haberse permanecido en Trebisonda. Durante este viaje, logró frustrar la vigilancia del fuerte de Rumeli Hisarı, construido para evitar que cualquier barco del Mar Negro llegase a la ciudad imperial. Con el resto de la armada sitiada, su barco permaneció en el Cuerno de Oro, al amparo del resto de la armada turca gracias a una cadena que bloqueaba el paso entre Pera y Constantinopla.
Sin embargo, en la noche del 21 a 22 de abril, el sultán Mehmed II logró hacer que algunos de sus barcos cruzaran la península para enviarlos al Cuerno de Oro desde donde podían interferir con la acción de la armada cristiana. Giacomo Coco propuso entonces enviar una pequeña flotilla nocturna para prender fuego a los barcos turcos la noche del 24 de abril. La solución fue aceptada pero no se informó a los genoveses. De hecho, los venecianos y los bizantinos temían que estos informaran a las autoridades de Pera cuyas relaciones con el sultán eran ambiguas. Sin embargo, los genoveses terminaron por enterarse de la operación y exigieron participar en la misma aportando uno de los barcos que retrasó la operación, pospuesta hasta la noche del viernes 28 de abril para disgusto de Coco.
Este retraso les dio tiempo a los turcos para ser informados, probablemente por un residente de Pera. Luego el 28 de abril, Coco dirigió una de las tres fustas que debían destruir los barcos bajo la protección de dos galeras venecianas y con la ayuda de una armada de pequeños barcos incendiarios así como dos barcos de transporte (uno veneciano y uno genovés). Llevado por la temeridad, decidió lanzarse al frente del escuadrón cristiano para ser el primero en atacar a los turcos pero fue avistado por estos últimos que lograron destruir su nave utilizando su artillería. Coco pereció en la acción mientras la flota cristiana se vía obligada a retirarse sin resultado.
Este fracaso despertó tensiones entre venecianos y genoveses en la capital bizantina, y los genoveses culparon de este fracaso a la precipitación de Giacomo Coco. Su ayudante Dolfin Dolfin lo reemplazó a la cabeza de su barco.